# ماري ويلز
ماري ويلز (بالإنجليزية: Mary Wills)‏ هي مصممة أزياء تقليدية أمريكية، ولدت في 4 يوليو 1914 في بريسكوت في الولايات المتحدة، وتوفيت في 7 فبراير 1997 في سيدونا في الولايات المتحدة بسبب قصور كلوي.

## وصلات خارجية
- ماري ويلز على موقع IMDb (الإنجليزية)
- ماري ويلز على موقع قاعدة بيانات الفيلم (الإنجليزية)